# Walter Heintz
Walter Heintz (* 16. Juli 1948 in Erfurt) ist ein ehemaliger deutscher Fußballspieler, der 1972/73 für den FC Rot-Weiß Erfurt in der DDR-Oberliga, der höchsten Spielklasse im DDR-Fußball, aktiv war.

## Sportliche Laufbahn
Als Nachwuchsspieler errang Walter Heintz frühe Erfolge, 1965 mit dem SC Turbine Erfurt den Gewinn der DDR-Jugendfußballmeisterschaft, 1967 die Juniorenmeisterschaft mit dem FC Rot-Weiß-Erfurt. Mit der Armeesportgemeinschaft (ASG) Vorwärts Cottbus bestritt er in der Saison 1968/69 seine ersten Spiele in der zweitklassigen DDR-Liga. Nachdem er in dieser Spielzeit in allen 30 Punktspielen eingesetzt worden war, kam er 1969/70 und 1970/71 nur noch 19- bzw. 12-mal zum Einsatz. Nach insgesamt 61 DDR-Liga-Spielen, in denen er sieben Tore erzielt hatte, kehrte Heintz zur Saison 1971/72 wieder zum FC Rot-Weiß Erfurt zurück. Auch dort spielte er zunächst wieder in der DDR-Liga, da der FC gerade aus der Oberliga abgestiegen war. Am sofortigen Wiederaufstieg war Heintz mit 20 von 22 Punktspielen und sieben von acht Aufstiegsspielen beteiligt. Für die Oberligasaison 1972/73 wurde er zwar für den Spielerstamm nominiert, kam aber nur in drei Punktspielen zum Einsatz. Daneben spielte er mit der 2. Mannschaft in der DDR-Liga, wo er 15-mal eingesetzt wurde. 1973/74 spielte Heintz ausschließlich in der 2. Mannschaft, für die 16 der 22 Punktspiele bestritt. Nach nur drei Oberligaspielen und 27 DDR-Liga-Spielen verließ Heintz im Sommer 1974 Rot-Weiß Erfurt und schloss sich dem DDR-Ligisten Zentronik Sömmerda an. Dort war er bis 1978 vier Spielzeiten lang aktiv und absolvierte von den in diesem Zeitraum ausgetragenen 88 Punktspielen 63 Partien. Mit 20 Treffern zählte er zu den zuverlässigen Torschützen. Im Alter von 30 Jahren beendete Walter Heintz seine Laufbahn als Fußballspieler im höheren Ligenbereich.